# Laila Andersson (dansk skådespelare)
Laila Andersson, född den 28 maj 1938 i Köpenhamn, död 2 november 2021, var en dansk skådespelare.
Andersson studerade vid Aalborgs Teaterskola 1960-1962. Hon engagerade efter studierna vid teatern och fick spela flera huvudroller. Efter några års uppehåll från scenen återkom hon som revyskådespelare och engagemang vid olika teatrar i Köpenhamn. Hon tilldelades en Bodil för huvudrollen i filmen Gudrun 1963.